# 短吻原白鯨
原白鯨屬，又稱五帝座一鯨屬，是齒鯨小目一角鯨科下已滅絕的一屬，其模式種為短吻原白鯨。牠們是目前已知最古老的一角鯨科物種，生存於晚中新世，化石發現於下加利福尼亞半島，這意味著一角鯨科的物種曾經生活於較溫暖的水域之中。